# Lemond
Lemond je alkoholický nápoj vyráběný karlovarskou firmou Jan Becher – Karlovarská Becherovka, a.s. Lemond se vyrábí od roku 2008. Je postaven na bázi Becherovky, obsahuje však méně alkoholu, a to 20 %. Tento likér má citronovou chuť, s becherovkovým nádechem. Plní se do půllitrových a litrových skleněných lahví z mléčného skla. Na rozdíl od Aperitivu KV 14 či tradiční Becherovky se pije surový.